# SLC30A8
SLC30A8 (англ. Solute carrier family 30 member 8) – білок, який кодується однойменним геном, розташованим у людей на короткому плечі 8-ї хромосоми. Довжина поліпептидного ланцюга білка становить 369 амінокислот, а молекулярна маса — 40 755.
| 10         |  | 20         |  | 30         |  | 40         |  | 50         |
| ---------- |  | ---------- |  | ---------- |  | ---------- |  | ---------- |
| MEFLERTYLV |  | NDKAAKMYAF |  | TLESVELQQK |  | PVNKDQCPRE |  | RPEELESGGM |
| YHCHSGSKPT |  | EKGANEYAYA |  | KWKLCSASAI |  | CFIFMIAEVV |  | GGHIAGSLAV |
| VTDAAHLLID |  | LTSFLLSLFS |  | LWLSSKPPSK |  | RLTFGWHRAE |  | ILGALLSILC |
| IWVVTGVLVY |  | LACERLLYPD |  | YQIQATVMII |  | VSSCAVAANI |  | VLTVVLHQRC |
| LGHNHKEVQA |  | NASVRAAFVH |  | ALGDLFQSIS |  | VLISALIIYF |  | KPEYKIADPI |
| CTFIFSILVL |  | ASTITILKDF |  | SILLMEGVPK |  | SLNYSGVKEL |  | ILAVDGVLSV |
| HSLHIWSLTM |  | NQVILSAHVA |  | TAASRDSQVV |  | RREIAKALSK |  | SFTMHSLTIQ |
| MESPVDQDPD |  | CLFCEDPCD  |  |            |  |            |  |            |

A: Аланін

C: Цистеїн

D: Аспарагінова кислота

E: Глутамінова кислота

F: Фенілаланін

G: Гліцин

H: Гістидин

I: Ізолейцин

K: Лізин

L: Лейцин

M: Метіонін

N: Аспарагін

P: Пролін

Q: Глутамін

R: Аргінін

S: Серин

T: Треонін

V: Валін

W: Триптофан

Задіяний у таких біологічних процесах, як транспорт іонів, транспорт, альтернативний сплайсинг. 
Білок має сайт для зв'язування з іоном цинку. 
Локалізований у клітинній мембрані, мембрані, цитоплазматичних везикулах.